# Worlds of Ultima II: Martian Dreams
Worlds of Ultima II: Martian Dreams est un jeu vidéo développé et édité par Origin Systems, sorti en 1991 sur DOS, Windows et Mac.
Il constitue la suite de " Worlds of Ultima: The Savage Empire.". Le jeu est intégré dans la série "Worlds of Ultima", une branche dérivée de la célèbre série de jeux de rôle "Ultima" créée par Richard Garriott.
Dans "Martian Dreams", les joueurs sont transportés sur Mars au début du XXe siècle et rencontrent des figures historiques du monde réel, telles que Nikola Tesla, Sigmund Freud, et Marie Curie, qui ont été mystérieusement amenées sur la planète rouge. Les joueurs explorent le paysage martien, résolvent des énigmes et interagissent avec ces personnages historiques tout en poursuivant une quête captivante.
Le jeu combine des éléments de science-fiction et d'histoire alternative, offrant une expérience unique aux amateurs de jeux de rôle. "Worlds of Ultima II: Martian Dreams" est un ajout notable à la série "Ultima" et reste un titre apprécié pour son mélange d'aventure, de narration immersive, et de contexte intrigant.

## Accueil
- ACE : 928/1000[1]